# 林繼雄
林繼雄（1930年2月28日—2012年8月23日），台灣台南市人。學歷省立臺南第一高級中學（今國立臺南第一高級中學）、國立臺灣大學理學院理學士、美國開斯西儲大學博士等。在國立成功大學担任教授。为台語現代文發明者，台灣話改革進化上關鍵人物之一。

## 外部連結
- MLT/MTSS（台語現代文） （页面存档备份，存于）
- 介紹林繼雄博士 （页面存档备份，存于）